# Небыловское сельское поселение
Небыловское се́льское поселе́ние — муниципальное образование в Юрьев-Польском районе Владимирской области Российской Федерации.
Административный центр — село Небылое.

## География
Небыловское сельское поселение занимает юго-восточную часть Юрьев-Польского района, на севере граничит с Ивановской областью.

## История
Небыловский сельсовет образован в 1920-х годах в составе Небыловской волости Владимирского уезда, с 1929 года — в составе Юрьев-Польского района, с 1935 года — в составе Небыловского района, в 1959 году к сельсовету присоединен упразднённый Андреевский сельсовет, с 1963 года — вновь в составе Юрьев-Польского района.
Небыловское сельское поселение образовано 11 мая 2005 года в соответствии с Законом Владимирской области № 55-ОЗ. В его состав вошли территории бывших Небыловского, Федоровского и Шихобаловского сельских округов.

## Население
| 2010  | 2011  | 2012  | 2013  | 2014  | 2015  | 2016  | 2017  | 2018  |
| ----- | ----- | ----- | ----- | ----- | ----- | ----- | ----- | ----- |
| 5536  | ↘5517 | ↗5523 | ↗5525 | ↘5449 | ↘5407 | ↘5380 | ↘5318 | ↘5258 |
| 2019  | 2020  | 2021  |       |       |       |       |       |       |
| ↘5217 | ↘5161 | ↗5230 |       |       |       |       |       |       |

## Состав сельского поселения
В состав сельского поселения входят 39 населённых пунктов:
| №  | Населённый пункт          | Тип населённого пункта       | Население |
| -- | ------------------------- | ---------------------------- | --------- |
| 1  | Абабурово                 | село                         | →0        |
| 2  | Андреевское               | село                         | ↘642      |
| 3  | Баскаки                   | деревня                      | ↘4        |
| 4  | Богдановский рыбопитомник | село                         | ↘4        |
| 5  | Богдановское              | село                         | ↘36       |
| 6  | Богородское               | село                         | →2        |
| 7  | Васильевка                | деревня                      | ↗29       |
| 8  | Воскресенское             | деревня                      | ↗60       |
| 9  | Горяиново                 | село                         | ↘63       |
| 10 | Дергаево                  | деревня                      | ↘5        |
| 11 | Ельцы                     | село                         | ↘5        |
| 12 | Железово                  | деревня                      | ↗64       |
| 13 | Звенцово                  | деревня                      | ↘129      |
| 14 | Карельская Слободка       | село                         | ↗31       |
| 15 | Косагово                  | село                         | ↘7        |
| 16 | Котлучино                 | село                         | ↗73       |
| 17 | Красная Горка             | село                         | ↘85       |
| 18 | Красное Заречье           | село                         | ↗368      |
| 19 | Лазаревское               | деревня                      | →0        |
| 20 | Леднево                   | село                         | ↗42       |
| 21 | Лукино                    | деревня                      | →0        |
| 22 | Лыково                    | село                         | ↗152      |
| 23 | Мукино                    | деревня                      | ↘11       |
| 24 | Небылое                   | село, административный центр | ↘1201     |
| 25 | Невежино                  | деревня                      | →0        |
| 26 | Никульское                | село                         | ↘6        |
| 27 | Павловское                | село                         | ↗71       |
| 28 | Пречистая Гора            | село                         | ↗60       |
| 29 | Рябинки                   | деревня                      | ↘22       |
| 30 | Симизино                  | село                         | ↗30       |
| 31 | Слуда                     | деревня                      | →0        |
| 32 | Тартышево                 | деревня                      | ↗15       |
| 33 | Фёдоровское               | село                         | ↘613      |
| 34 | Чеково                    | село                         | ↘376      |
| 35 | Чувашиха                  | деревня                      | ↗31       |
| 36 | Шихобалово                | село                         | →993      |

14 июня 2012 года Законом Владимирской области № 54-ОЗ исключены из учетных данных как фактически не существующие села Глядково, Тума и деревня Озерцы.